# Górka (Sumin)
Górka – część wsi Sumin w Polsce położona w województwie lubelskim, w powiecie tomaszowskim, w gminie Tarnawatka.
W latach 1975–1998 Górka administracyjnie należała do województwa zamojskiego.